# آنتون یوسیپوویچ
آنتون یوسیپوویچ (انگلیسی: Anton Josipović؛ زادهٔ ۲۲ اکتبر ۱۹۶۱) بوکسور اهل یوگسلاوی بود.